# Ordine reale vittoriano

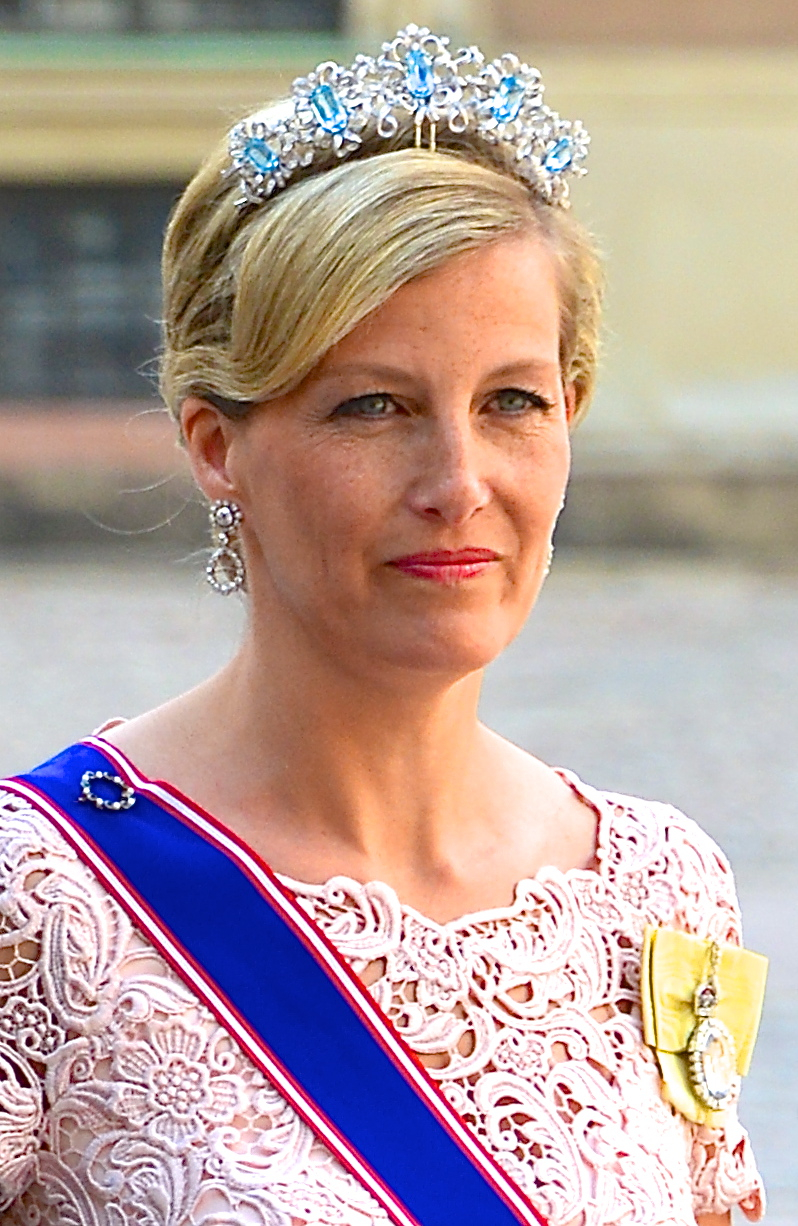
Sophie Rhys-Jones, Duchessa di Edimburgo, a Stoccolma, con la fascia di Dama di Gran Croce dell'Ordine Vittoriano

L'Ordine reale vittoriano (RVO) è un ordine cavalleresco dinastico del Regno Unito e del Commonwealth delle nazioni. Creato dalla regina Vittoria il 21 aprile 1896, con il motto latino Victoria e il 20 giugno come data ufficiale di commemorazione, l'ordine venne stabilito per dare pubblica riconoscenza a coloro che avessero servito il monarca con distinzione.

## Creazione

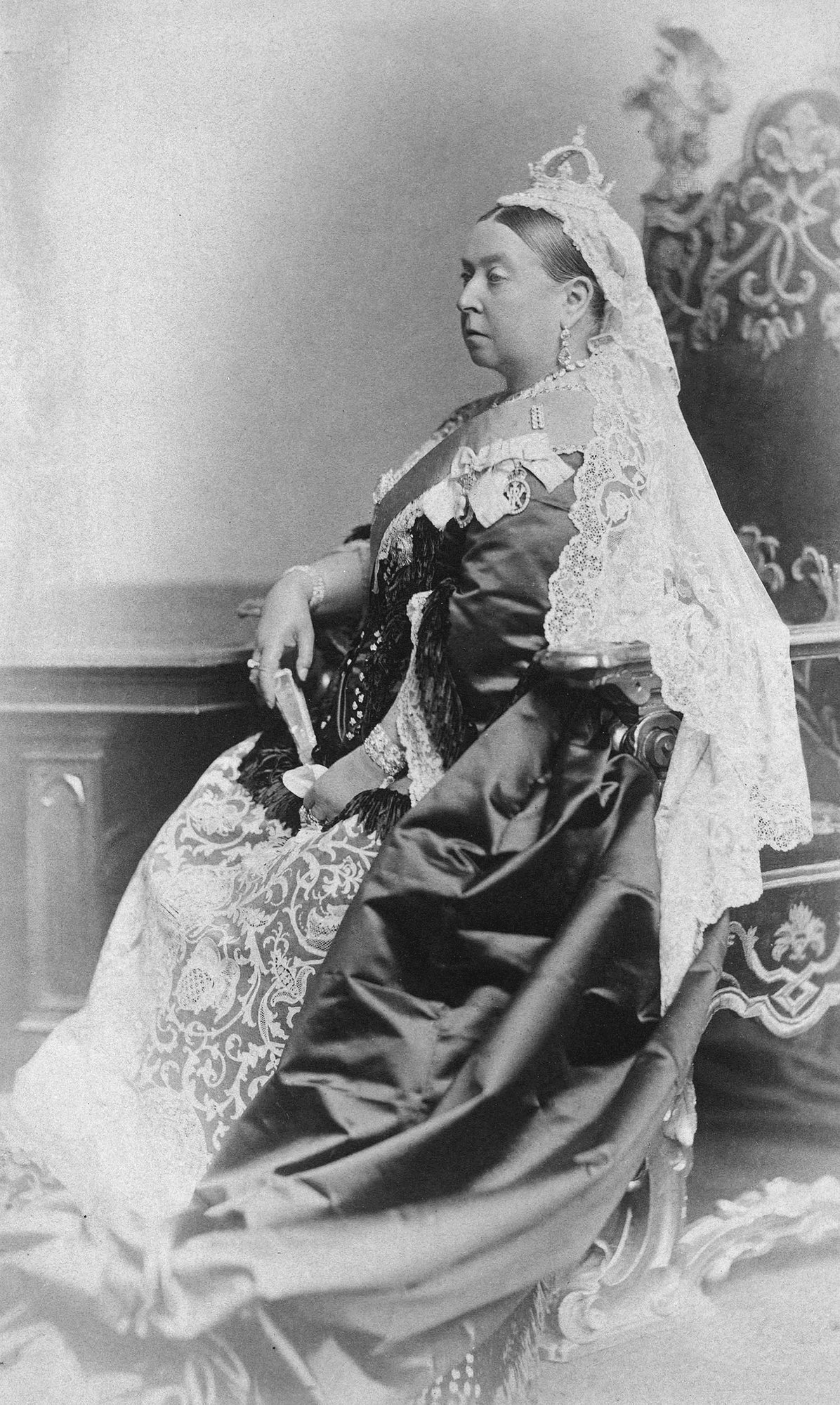
La regina Vittoria fondatrice dell'Ordine reale vittoriano

Quando l'Ordine reale vittoriano venne creato sul finire del XIX secolo, gran parte degli onori venivano concessi su suggerimento del primo ministro o di altri ministri.
Gli ordini più importanti erano l'Ordine della Giarrettiera e quello del Cardo che venivano concessi come onorificenza personale sin dal medioevo, ma avevano il difetto di essere limitati secondo antichi regolamenti a soli 40 membri, limite che nessuno era intenzionato a infrangere per non far perdere il prestigio all'ordine ed ai suoi insigniti, sminuendone l'esclusività.
Il senso di questo nuovo ordine non era quindi solo quello di creare nuove onorificenze, ma di ampliare il numero degli aderenti, in un momento storico in cui l'Impero britannico era al suo zenit. L'ordine venne celebrato in occasione del Giubileo di Diamante della regina Vittoria.

## Composizione

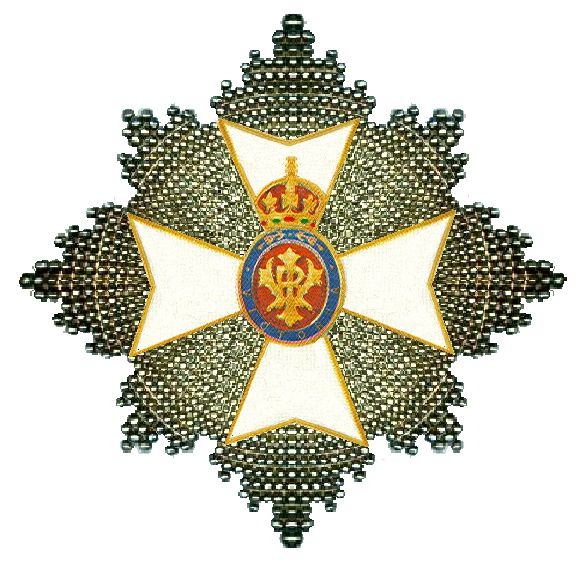
Stella dell'Ordine

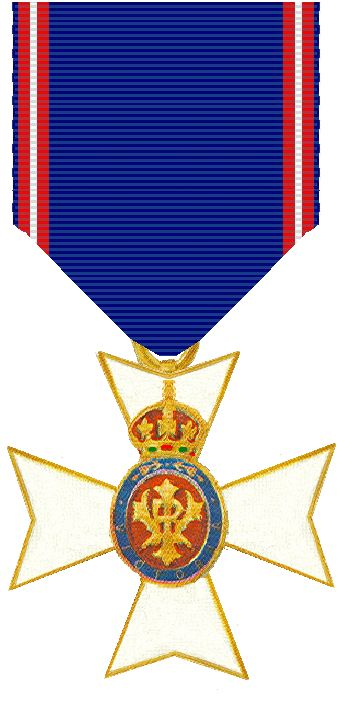
Medaglia da Luogotenente dell'Ordine reale vittoriano

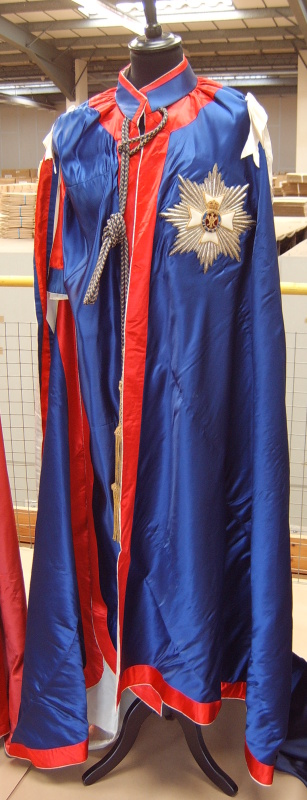
Mantello dell'Ordine reale vittoriano

Il monarca è il Sovrano supremo dell'ordine e ha il compito di nominare tutti gli altri membri. A seguire, si trova il Gran Maestro: questa carica, fu tra l'altro, ricoperta dalla Regina Madre, dal 1935 alla di lei morte nel 2002, momento in cui sua figlia, la Regina Elisabetta II, nominò a tale carica la propria figlia, la Principessa Anna, nel 2007.
Sotto queste personalità, si trovano cinque grandi ufficiali dell'ordine: il cancelliere (titolo ricoperto dal lord ciambellano), il segretario (titolo ricoperto dal tesoriere), il registratore (assegnato al segretario della Cancelleria centrale degli ordini cavallereschi), il cappellano (assegnato al cappellano della Queen's Chapel of the Savoy), e il genealogista.

## Gradi
Vi sono cinque gradi di onorificenza nell'Ordine reale vittoriano, in ordine di precedenza:
- cavaliere/dama di gran croce (col titolo di sir o dame)
- cavaliere/dama di commenda (col titolo di sir o dame)
- commendatore (CVO)
- luogotenente (LVO)
- membro (MVO)

Individualmente, ciascun membro può ottenere la medaglia reale vittoriana, per speciali meriti. Prima del 1984, i gradi di luogotenente e membro erano classificati come membri di quarta e quinta classe, rispettivamente. Dal 31 dicembre di quell'anno, la regina Elisabetta II dichiarò queste due classi ufficialmente divise e ne mutò i nomi.
I membri onorari dell'Ordine ricevono il titolo di "accoliti". 
I luoghi di ritrovo dell'Ordine sono la cappella di San Giorgio a Windsor e l'abbazia di Westminster.

## Insegne e vesti
L'Ordine reale vittoriano dispone di un gran numero di insegne e distintivi, ma la medaglia ufficiale è contraddistinta essenzialmente da una croce maltese con al centro un medaglione raffigurante le lettere VRI ("Victoria regina imperatrix", "Vittoria, regina e imperatrice"), oro su sfondo rosso, sormontate da una corona e circondate da una fascia blu con inciso il motto dell'ordine a lettere dorate. Cavalieri e dame di gran croce vestono anche una fascia che attraversa il busto dalla spalla destra al fianco sinistro; i cavalieri di commenda e commendatori portano un collare con medaglia, mentre i luogotenenti e i membri indossano la medaglia sul lato sinistro del busto; le donne indossano la medaglia portata al braccio sinistro.
I collari dell'ordine sono portati esclusivamente dai cavalieri e dalle dame di gran croce e sono fatti d'oro, consistenti in sezioni ottagonali alternate a fiamme ottagonali.

## Ordine di precedenza nel Commonwealth
Dal momento che l'Ordine reale vittoriano è aperto ai cittadini di sedici differenti Paesi, ciascuno col proprio sistema di onorificenze, decorazioni e medaglie, esso varia in precedenza da Paese a Paese. Di seguito vengono schematizzati i casi principali:
| Stato                              | Stato                                     | Grado superiore                                                                    | Grado                        | Grado inferiore                                                         |
| ---------------------------------- | ----------------------------------------- | ---------------------------------------------------------------------------------- | ---------------------------- | ----------------------------------------------------------------------- |
| Australia Ordine di precedenza     | Australia Ordine di precedenza            | Cavaliere/Dama di Gran Croce dell'Ordine di San Michele e San Giorgio (GCMG)       | Cavaliere/Dama di Gran Croce | Cavaliere/Dama di Gran Croce dell'Ordine dell'Impero Britannico (GBE)   |
| Australia Ordine di precedenza     | Australia Ordine di precedenza            | Cavaliere/Dama di Commenda dell'Ordine di San Michele e San Giorgio (KCMG/DCMG)    | Cavaliere/Dama di Commenda   | Cavaliere/Dama di Commenda dell'Ordine dell'Impero Britannico (KBE/DBE) |
| Australia Ordine di precedenza     | Australia Ordine di precedenza            | Compagno dell'Ordine di San Michele e San Giorgio (CMG)                            | Commendatore                 | Commendatore dell'Ordine dell'Impero Britannico (CBE)                   |
| Australia Ordine di precedenza     | Australia Ordine di precedenza            | Membro dell'Ordine dell'Australia (AM)                                             | Luogotenente                 | Ufficiale dell'Ordine dell'Impero Britannico (OBE)                      |
| Australia Ordine di precedenza     | Australia Ordine di precedenza            | Compagno dell'Ordine al Servizio Imperiale (ISO)                                   | Membro                       | Membro dell'Ordine dell'Impero Britannico (MBE)                         |
| Australia Ordine di precedenza     | Australia Ordine di precedenza            | Queen's Gallantry Medal (QGM)                                                      | Medaglia                     | Medaglia dell'Impero Britannico (BEM)                                   |
| Canada Ordine di precedenza        | Canada Ordine di precedenza               | Commendatore dell'Ordine al Merito delle Forze di Polizia (COM)                    | Commendatore                 | Ufficiale dell'Ordine al Merito Militare (OMM)                          |
| Canada Ordine di precedenza        | Canada Ordine di precedenza               | Ufficiale dell'Ordine al Merito Militare (OMM)                                     | Luogotenente                 | Membro dell'Ordine al Merito Militare (MMM)                             |
| Canada Ordine di precedenza        | Canada Ordine di precedenza               | Membro dell'Ordine al Merito delle Forze di Polizia (MOM)                          | Membro                       | Venerabile Ordine di San Giovanni (GC/K/D/C/O/M/SB/SSStJ)               |
| Canada Ordine di precedenza        | Canada Ordine di precedenza               | Medaglia al Servizio Meritevole (MSM)                                              | Medaglia                     | Medaglia del Sacrificio                                                 |
| Nuova Zelanda Ordine di precedenza | Nuova Zelanda Ordine di precedenza        | Cavaliere/Dama di Gran Croce dell'Ordine di San Michele e San Giorgio (GCMG)       | Cavaliere/Dama di Gran Croce | Cavaliere/Dama di Gran Croce dell'Ordine dell'Impero Britannico (GBE)   |
| Nuova Zelanda Ordine di precedenza | Nuova Zelanda Ordine di precedenza        | Cavaliere/Dama di Commenda dell'Ordine di San Michele e San Giorgio (K/DCMG)       | Cavaliere/Dama di Commenda   | Cavaliere/Dama di Commenda dell'Ordine dell'Impero Britannico (KBE/DBE) |
| Nuova Zelanda Ordine di precedenza | Nuova Zelanda Ordine di precedenza        | Compagno dell'Ordine di San Michele e San Giorgio (CMG)                            | Commendatore                 | Commendatore dell'Ordine dell'Impero Britannico (CBE)                   |
| Nuova Zelanda Ordine di precedenza | Nuova Zelanda Ordine di precedenza        | compagno del Distinguished Service Order (DSO)                                     | Luogotenente                 | Compagno del Queen's Service Order (QSO)                                |
| Nuova Zelanda Ordine di precedenza | Nuova Zelanda Ordine di precedenza        | Compagno dell'Ordine al Servizio Imperiale (ISO)                                   | Membro                       | Membro dell'Ordine al merito della Nuova Zelanda (MNZM)                 |
| Nuova Zelanda Ordine di precedenza | Nuova Zelanda Ordine di precedenza        | Medaglia al coraggio della Nuova Zelanda (NZBM)                                    | Medaglia                     | Queen's Service Medal (QSM)                                             |
| Regno Unito                        | Inghilterra e Galles Ordine di precedenza | Cavaliere/Dama di Gran Commenda dell'Ordine dell'Impero Indiano (GCIE)             | Cavaliere/Dama di Gran Croce | Cavaliere/Dama di Gran Croce dell'Ordine dell'Impero Britannico (GBE)   |
| Regno Unito                        | Inghilterra e Galles Ordine di precedenza | Cavaliere/Dama di Commenda dell'Ordine dell'Impero Indiano (KCIE/DCIE)             | Cavaliere/Dama di Commenda   | Cavaliere/Dama di Commenda dell'Ordine dell'Impero Britannico (KBE/DBE) |
| Regno Unito                        | Inghilterra e Galles Ordine di precedenza | Compagno dell'Ordine dell'Impero Indiano (CIE)                                     | Commendatore                 | Commendatore dell'Ordine dell'Impero Britannico (CBE)                   |
| Regno Unito                        | Inghilterra e Galles Ordine di precedenza | Compagno del Distinguished Service Order (DSO)                                     | Luogotenente                 | Ufficiale dell'Ordine dell'Impero Britannico (OBE)                      |
| Regno Unito                        | Inghilterra e Galles Ordine di precedenza | Figlio primogenito di un Knight Bachelor                                           | Member                       | Membro dell'Ordine dell'Impero Britannico (MBE)                         |
| Regno Unito                        | Scozia Ordine di precedenza               | Cavaliere/Dama di Gran Commenda dell'Ordine dell'Impero Indiano (GCIE)             | Cavaliere/Dama di Gran Croce | Cavaliere/Dama di Gran Croce dell'Ordine dell'Impero Britannico (GBE)   |
| Regno Unito                        | Scozia Ordine di precedenza               | Cavaliere/Dama di Commenda dell'Ordine dell'Impero Indiano (KCIE/DCIE)             | Cavaliere/Dama di Commenda   | Cavaliere/Dama di Commenda dell'Ordine dell'Impero Britannico (KBE/DBE) |
| Regno Unito                        | Scozia Ordine di precedenza               | Sceriffo                                                                           | Commendatore                 | Compagno dell'Ordine del Bagno (COB)                                    |
| Regno Unito                        | Scozia Ordine di precedenza               | Commendatore dell'Ordine dell'Impero Britannico (CBE)                              | Luogotenente                 | Compagno del Distinguished Service Order (DSO)                          |
| Regno Unito                        | Scozia Ordine di precedenza               | Figlio primogenito di un Cavaliere Commendatore dell'Ordine dell'Impero Britannico | Membro                       | Membro dell'Ordine dell'Impero Britannico (MBE)                         |
| Regno Unito                        | Irlanda del Nord Ordine di precedenza     | Cavaliere/Dama di Gran Commenda dell'Ordine dell'Impero Indiano (GCIE)             | Cavaliere/Dama di Gran Croce | Cavaliere/Dama di Gran Croce dell'Ordine dell'Impero Britannico (GBE)   |
| Regno Unito                        | Irlanda del Nord Ordine di precedenza     | Cavaliere/Dama di Commenda dell'Ordine dell'Impero Indiano (KCIE/DCIE)             | Cavaliere/Dama di Commenda   | Cavaliere/Dama di Commenda dell'Ordine dell'Impero Britannico (KBE/DBE) |
| Regno Unito                        | Irlanda del Nord Ordine di precedenza     | Compagno dell'Ordine dell'Impero Indiano (CIE)                                     | Commendatore                 | Commendatore dell'Ordine dell'Impero Britannico (CBE)                   |
| Regno Unito                        | Irlanda del Nord Ordine di precedenza     | Compagno del Distinguished Service Order (DSO)                                     | Luogotenente                 | Ufficiale dell'Ordine dell'Impero Britannico (OBE)                      |
| Regno Unito                        | Irlanda del Nord Ordine di precedenza     | Figlio primogenito di un Cavaliere Commendatore dell'Ordine dell'Impero Britannico | Membro                       | Membro dell'Ordine dell'Impero Britannico (MBE)                         |

Nel Regno Unito le mogli dei membri maschi di tutte le classi così come i figli dal secondogenito in poi, le figlie, le nuore o i cognati non hanno particolari ordini di precedenza sugli altri, purché non siano stati insigniti loro stessi di specifici ordini cavallereschi.

Nastro dell'Ordine per membri onorari